# Еремеев, Игорь Миронович
И́горь Миро́нович Ереме́ев  (укр. Ігор Миронович Єремеєв; 3 апреля 1968, село Острожец, Ровненская область — 12 августа 2015, Цюрих) — украинский предприниматель и политический деятель. Народный депутат Верховной рады IV, VII и VIII созывов.

## Биография
В 1986—1988 годах — служба в Вооружённых Силах СССР.
В 1989 году — лаборант Украинского института инженеров водного хозяйства.

### Предпринимательская карьера
С 1992 по 1995 год директор МПП «Континиум» (с. Острожец, Ровенская область), была создана им совместно с однокурсником и другом Степаном Ивахивым. Спустя три года компания была реорганизована в ООО «Континиум» и переместилась в Луцк, Еремеев возглавлял её вплоть до 2002 года, когда впервые был избран в парламент.
В группе компаний Континиум по состоянию на 2013 год работало около 14 тыс. человек, крупнейшим её активом была сеть АЗС WOG, объединяющая более 400 заправок.
С 2005 года — председатель наблюдательного совета ПАО «Банк инвестиций и сбережений».

### Активы
В «Континиум» входят следующие предприятия в сфере энергетики и пищевой промышленности:
- Торговый дом Континиум-Галичина
- «Западная нефтяная группа»
- Завод «Галичина»
- «Континент Нафто Трейд» (ТМ WOG)
- Сеть АЗС «Вест Ойл Груп»
- «Западная молочная группа»,
- Херсонский нефтеперерабатывающий завод
- «Вог Аэро Джет»[5]
- Гипермаркет «Там Там»[6]

### Политическая карьера
В 2002—2006 годах — народный депутат Украины от избирательного округа № 23 Волынской области. Член Комитета Верховной рады по вопросам топливно-энергетического комплекса, ядерной политики и ядерной безопасности. Член фракций «Единая Украина», затем — «Аграрники Украины», Аграрной партии Украины, Народной аграрной партии Украины, Народной партии.
С 2005 года — первый заместитель председателя Народной партии Владимира Литвина. На парламентских выборах 2006 года возглавил избирательный штаб Народного блока Литвина. В избирательном списке получил 7 место, но партия не смогла преодолеть избирательный барьер.
На парламентских выборах 2012 года прошёл в Верховную раду как самовыдвиженец. По данным счётной комисии ВР голосовал в поддержку «законов 16 января», хотя сам говорил что не принимал участии в голосовании по законам, которые счёл не легитимными. 23 января вместе с восемью внефракционными депутатами зарегистрировал законопроект о признании утративших силу восьми из десяти «законов 16 января».
После расстрелов на Майдане 18 февраля 2014 года Игорь Еремеев был среди пришедших в Раду депутатов, которые приняли решение о выводе силовиков из центра Киева.
27 февраля создал межфракционную депутатскую группу «Суверенная европейская Украина» (укр. «Суверенна європейська Україна»), в которую вошло 37 депутатов. Объединение присоединилось к сформировавшейся после отстранения в конце февраля от власти Виктора Януковича коалиции.

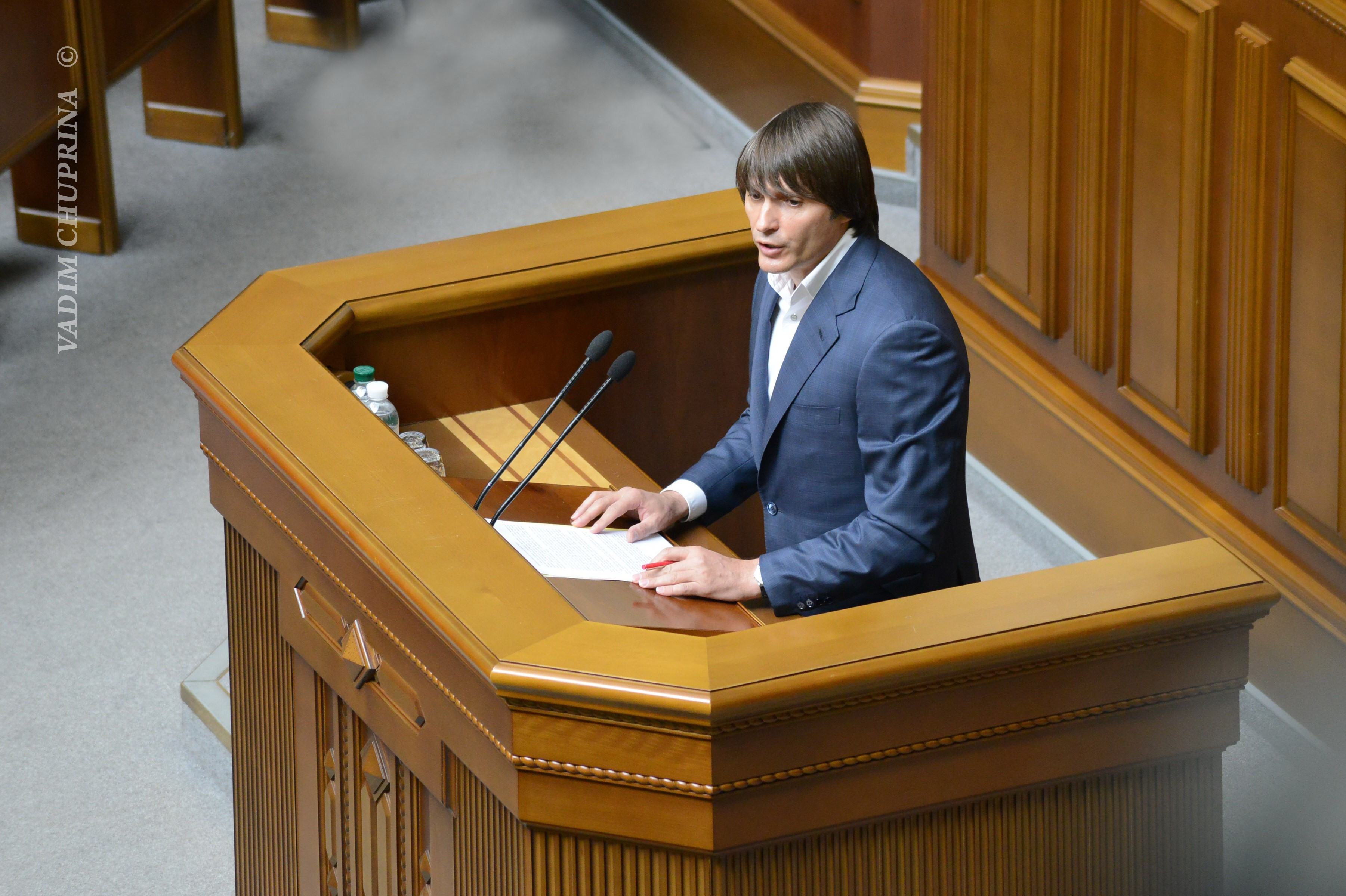
Игорь Еремеев во время выступления с трибуны Верховной рады в 2015 году

На внеочередных парламентских выборах 26 октября 2014 года Игорь Еремеев победил на одномандатном избирательном округе № 23 (Волынская область, Маневичи) в качестве самовыдвиженца, набрав 40,43 % или 41 510 голосов.
По оценке журналистов издания «Insider», в Верховную раду VIII созыва вместе с Еремеевым прошло 12 его соратников. Сам он подтвердил намерение воссоздать в новом созыве депутатскую группу «Суверенная европейская Украина», для чего ведёт переговоры с другими самовыдвиженцами с целью увеличения численности объединения. 27 ноября 2014 года стал руководителем депутатской группы «Воля народа» (укр. «Воля народу») численностью 20 человек. Группа не вошла в коалицию, но часто голосовала за нужные президенту Петру Порошенко и проправительственным фракциям решения. Являлся членом Комитета Верховной рады по делам ветеранов, участников боевых действий, участников антитеррористической операции и людей с инвалидностью.
После начала антитеррористической операции на востоке страны Игорь Еремеев активно помогал украинской армии, в частности базирующейся на Волыни 51-й бригаде.

## Смерть
26 июля 2015 года получил серьёзную травму головы в результате падения с лошади во время конной прогулки, впал в кому и был госпитализирован в реанимацию Киевского института нейрохирургии. Позже его отправили на лечение в одну из швейцарских клиник в Цюрихе. Скончался 13 августа 2015 года.
Отпевание прошло 15 августа в Свято-Троицком кафедральном соборе Луцка, панихида — в Волынском академическом областном украинском музыкально-драматическом театре имени Тараса Шевченко. Среди пожелавших проститься были политики, общественные деятели, представители бывшей и нынешней региональной власти, бойцы добровольческих батальонов и волонтёры. Игорь Еремеев был похоронен в родном селе Острожец.
Несмотря на смерть политика, в делегировавшем его в парламент одномандатном округе выборы не могли состоятся из-за отсутствия в Верховной раде свидетельства о смерти.
4 февраля 2016 года Аппарат Верховной рады официально уведомил Центральную избирательную комиссию Украины об отсутствии в распоряжении парламента свидетельства о смерти Игоря Еремеева, необходимого комиссии для назначения промежуточных выборов в одномандатном избирательном округе № 23 (Волынская область).
16 мая 2016 года Председатель Верховной рады Андрей Парубий распорядился передать в ЦИК Украины документы о смерти Игоря Еремеева, ранее избранного депутатом парламента в одномандатном избирательном округе № 23 в Волынской области, для объявления промежуточных выборов по этому округу. ЦИК назначил выборы на 17 июля.

## Состояние
В составлявшемся журналом «Корреспондент» рейтинге самых богатых украинцев, состояние Игоря Еремеева за 2007 год составило 410 млн долларов США (33 место), в 2008 году — 454—499 млн (40 место), в 2009 году — 156 млн (32 место), в 2010 году — 249 млн (45 место), в 2011 году — 312 млн (37 место), в 2012 году — 145 млн (56 место), 2013 году — 151 млн (67 место).
В рейтинге журнала «Новое время» и инвестиционной компания Dragon Capital ТОП-100 самых богатых украинцев за 2014 год Игорь Еремеев занял 56 место с состоянием в 133 млн долларов США.
В рейтинге журнала «Фокус» за 2015 год состояние Игоря Еремеева оценивалось в 95 млн долларов, в то время как журналом «Forbes» — в 58 млн.

## Образование
В 1992 году окончил Национальный университет водного хозяйства и природопользования (ранее — Украинский институт инженеров водного хозяйства), специальность — промышленное и гражданское строительство.

## Благотворительность
Являлся основателем благотворительного фонда «Волынская семья» («Волинська родина»).

## Увлечения
Согласно официальной биографии, среди увлечений Игоря Еремеева были конный спорт и фотография.

## Награды
- Наградное оружие — пистолет «Taurus РТ 111 Pro» (4 ноября 2014)[33].

## Семья
Жена Татьяна, есть сын Роман и дочь София.